# Перепеч

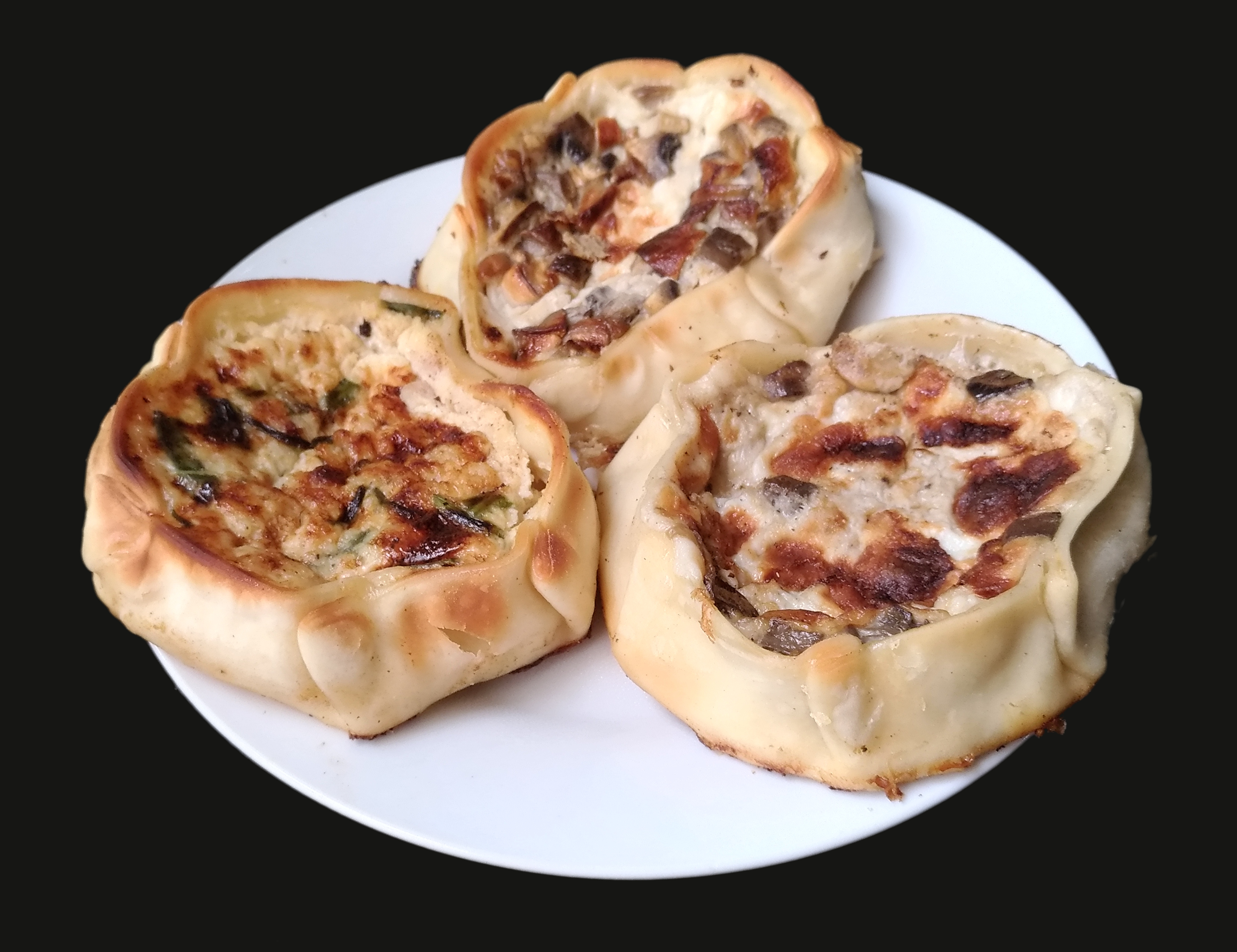

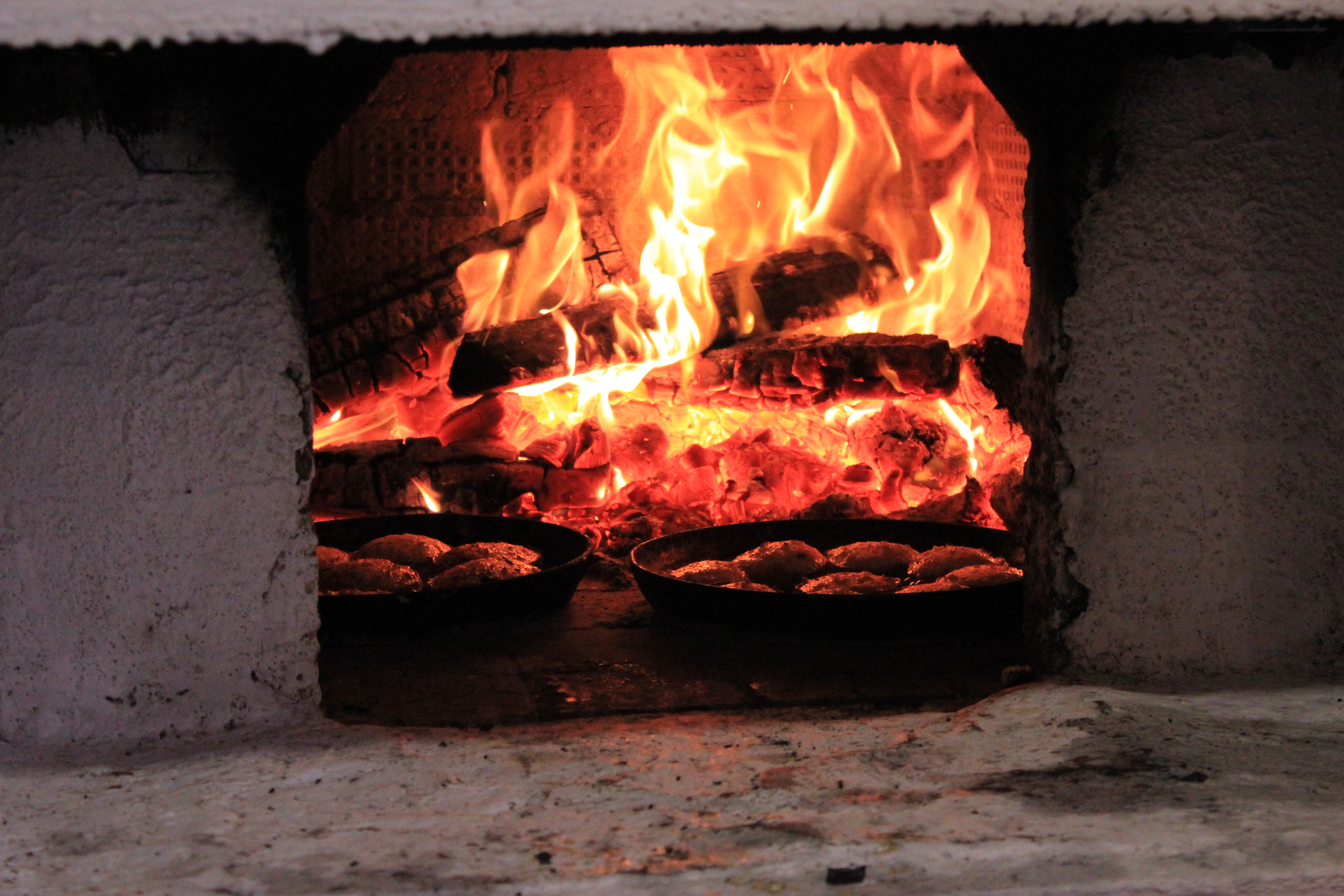
Приготовление перепечей в русской печи в Лудорвайском музее

Перепе́ча (удм. перепеч) — одно из самых известных блюд удмуртской кухни в виде ватрушки диаметром от 4 до 12 см с мясной, яичной, грибной или овощной (капустной, крапивной, хвощевой и т. д.) начинкой, обычно заливаемой сверху яйцом, либо смесью яйца и молока.
Готовится, как правило, на открытом огне из пресного теста на ржаной муке. Подаётся в горячем виде.

### Этимология названия
Существует несколько научно не доказанных версий происхождений названий блюда: удм. пересьмон (буквально "старение"), тат. пәрәмәч, рус. "перед печью".

### Интересные факты
В 2005 году в Ижевске проходила акция «Перепечи против пиццы», но популярность блюдо приобрело после выступления Бурановских бабушек на конкурсе Евровидение-2012.
В 2020 году в Ижевске сотрудники сети пекарен Хлебница испекли самый большой перепеч в мире. Для изделия потребовалось 10 килограмм теста и четыре вида начинки.
Также перепечами в России называли разновидность кулича.